# Tenpey Wangchug
Tenpey Wangchug (Namling (Shigatse), 1854/1855 - 1882) was een belangrijk religieus Tibetaans leider in de gelugtraditie van het Tibetaans boeddhisme. Hij werd erkend als de achtste pänchen lama.
Wangchuk was de zoon van Tenzin Wangyal en Tashi Lhamo. Hij werd in 1857 naar het klooster Tashilhunpo gebracht en als reïncarnatie van de zevende pänchen lama Pälden Tenpey Nyima erkend. Zijn selectie vond plaats via de procedure van de Gouden urn. Hij was de eerste pänchen lama, die via deze procedure geselecteerd werd. In 1860 werd hij officieel geïnstalleerd; de volle inwijding ontving hij in 1877.
In 1878 gaf hij de dertiende dalai lama Thubten Gyatso zijn eerste tonsuur. Zijn literaire levenswerk  gsung 'bum bevat rond drie middelgrote banden.
Tenpey Wangchug overleed op rond de leeftijd van 27/28 jaar.
- Gemeinsame Normdatei: 123412528
- International Standard Name Identifier: 0000 0000 5494 2192
- Library of Congress Control Number: n2012204019
- Système universitaire de documentation: 122189760
- Virtual International Authority File: 78824017
- WorldCat: E39PBJmHD4T36YmTGQJ9bkHBfq